# Guy M. Bryan

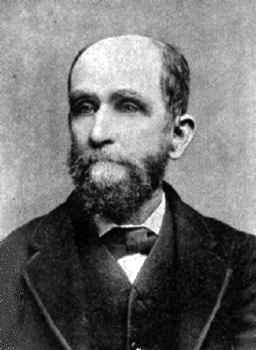
Guy M. Bryan

Guy Morrison Bryan (* 12. Januar 1821 in Herculaneum, Jefferson County, Missouri; † 4. Juni 1901 in Austin, Texas) war ein US-amerikanischer Politiker. Zwischen 1857 und 1859 vertrat er den Bundesstaat Texas im US-Repräsentantenhaus.

## Werdegang
Bereits im Jahr 1831 kam Guy Bryan mit seinen Eltern nach Texas, das damals noch eine Provinz von Mexiko war. Die Familie ließ sich in San Felipe nieder, wo er private Schulen besuchte. Trotz seiner Jugend nahm er im Jahr 1836 am texanischen Unabhängigkeitskrieg teil. Danach setzte er seine Ausbildung bis 1842 mit einem Studium am Kenyon College in Gambier (Ohio) fort. Er studierte auch die Rechtswissenschaften, ohne jedoch jemals als Jurist zu arbeiten. Stattdessen war er als Pflanzer in seiner texanischen Heimat. Während des Mexikanisch-Amerikanischen Krieges war Bryan Soldat in einer Freiwilligeneinheit aus Texas. Danach schlug er als Mitglied der Demokratischen Partei eine politische Laufbahn ein.
Zwischen 1847 und 1853 saß Bryan als Abgeordneter im Repräsentantenhaus von Texas; von 1853 bis 1857 gehörte er dem Staatssenat an. Im Juni 1856 war er Delegierter zur Democratic National Convention in Cincinnati, auf der James Buchanan als Präsidentschaftskandidat nominiert wurde. Vier Jahre später leitete er die texanische Delegation auf dem demokratischen Bundesparteitag in Baltimore. Bei den Kongresswahlen des Jahres 1856 wurde Bryan im zweiten Wahlbezirk von Texas in das US-Repräsentantenhaus in Washington, D.C. gewählt, wo er am 4. März 1857 die Nachfolge von Peter Hansborough Bell antrat. Da er im Jahr 1858 auf eine erneute Kandidatur verzichtete, konnte er bis zum 3. März 1859 nur eine Legislaturperiode im Kongress absolvieren. Diese war von den Ereignissen im Vorfeld des Bürgerkrieges geprägt.
Während des Bürgerkrieges diente er als Stabsoffizier im Rang eines Majors im Heer der Konföderation. Um die Blockade der Union im Golf von Mexiko zu umgehen, gründete er in Houston eine Baumwollhandelsstation. Im Jahr 1872 zog Bryan nach Galveston. In den Jahren 1873, 1879 und von 1887 bis 1891 war er erneut Abgeordneter im Repräsentantenhaus von Texas, als dessen Präsident er 1873 fungierte. Im Jahr 1890 zog er nach Quintana und 1898 nach Austin. Ab 1892 war Guy Bryan Präsident der Veteranenvereinigung von Texas. Er starb am 4. Juni 1901 in Austin.